# Polémiques sanitaires liées à la Covid-19 en France
Cet article présente la plupart des polémiques liées à la Covid-19 qui ont pu être évoquées par les médias nationaux généralistes et spécialisés en rapport avec la gestion de la pandémie de Covid-19 par les autorités politiques en France.
Le terme « scandale » a été utilisé par certains médias de presse dans le cadre de certaines polémiques. Des plaintes ont été déposées et une action en justice a été lancée par le parquet de Paris à la fin de l'année 2020.

## Polémique liée à la distribution des masques

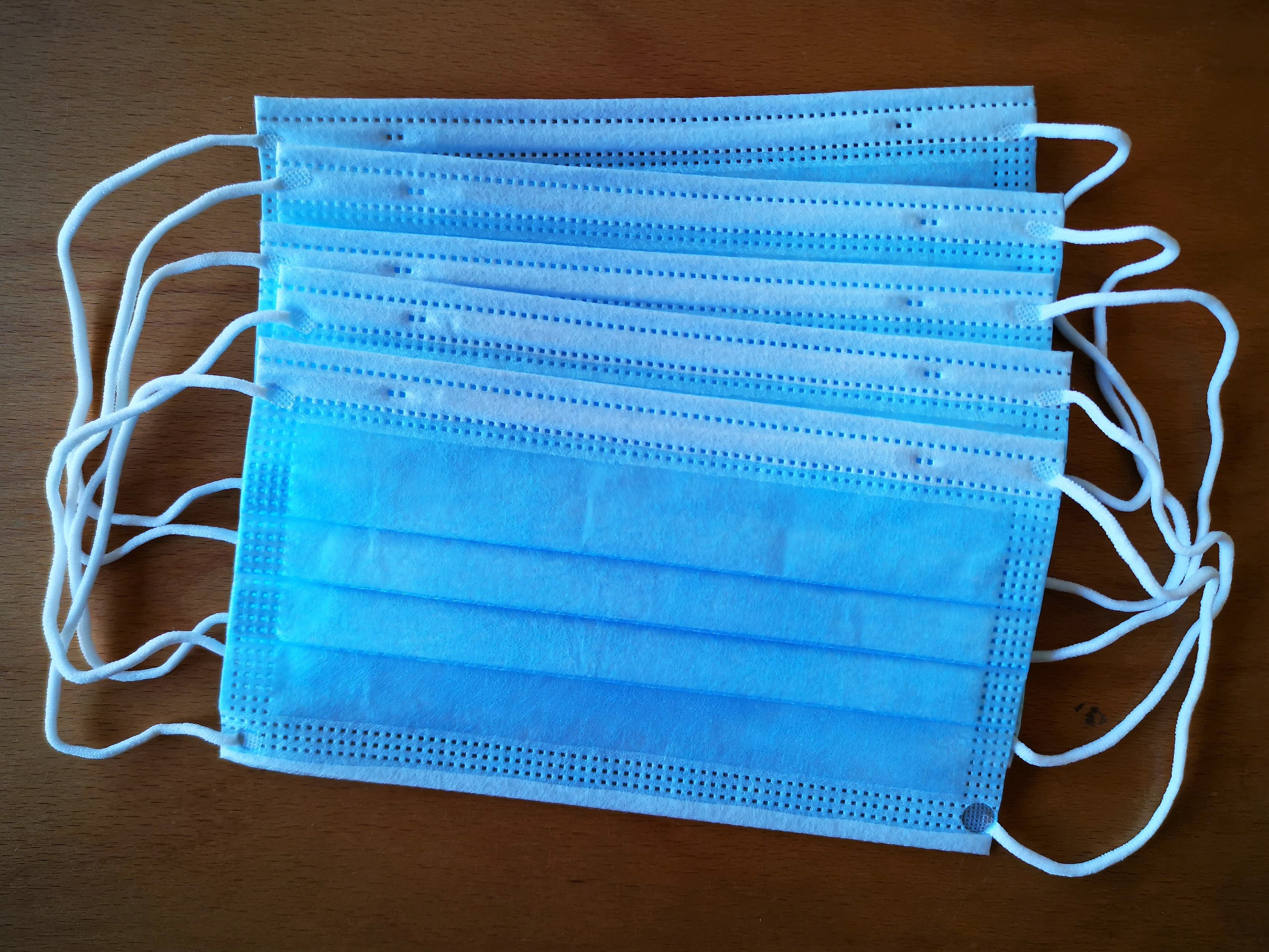
Set de masques chirurgicaux utilisés dans la lutte contre de Covid-19

Les premiers articles de presse faisant référence à un scandale politico-sanitaire relatifs la pandémie de Covid-19, particulièrement en France, concernent essentiellement la carence, voire l'absence de masques de protection pour le personnel médical.
Ces voix commencent à se lever dans la presse au début du premier confinement en France ; pourtant, ces masques sont réclamés par le personnel soignant dès le début de la crise qui commence en janvier 2020 en France. Il apparaît très vite qu'une cascade de dysfonctionnements importants, souvent vieux d'une dizaines d'années apparaissent dans ce que la presse qualifie de « scandale politico-sanitaire ».
Pour l'ancien journaliste, Noël Mamère, « Il y a eu quelques semaines avant que certains médias et journalistes se réveillent activent leur volonté de savoir, en proposant des enquêtes pour démontrer qu'une sorte de scandale politico-sanitaire qui était en œuvre ». Vu de l'étranger, la Radio-télévision de Turquie évoque une « guerre des masques » dans le cadre d'un tel scandale.

## Polémique liée aux EHPAD

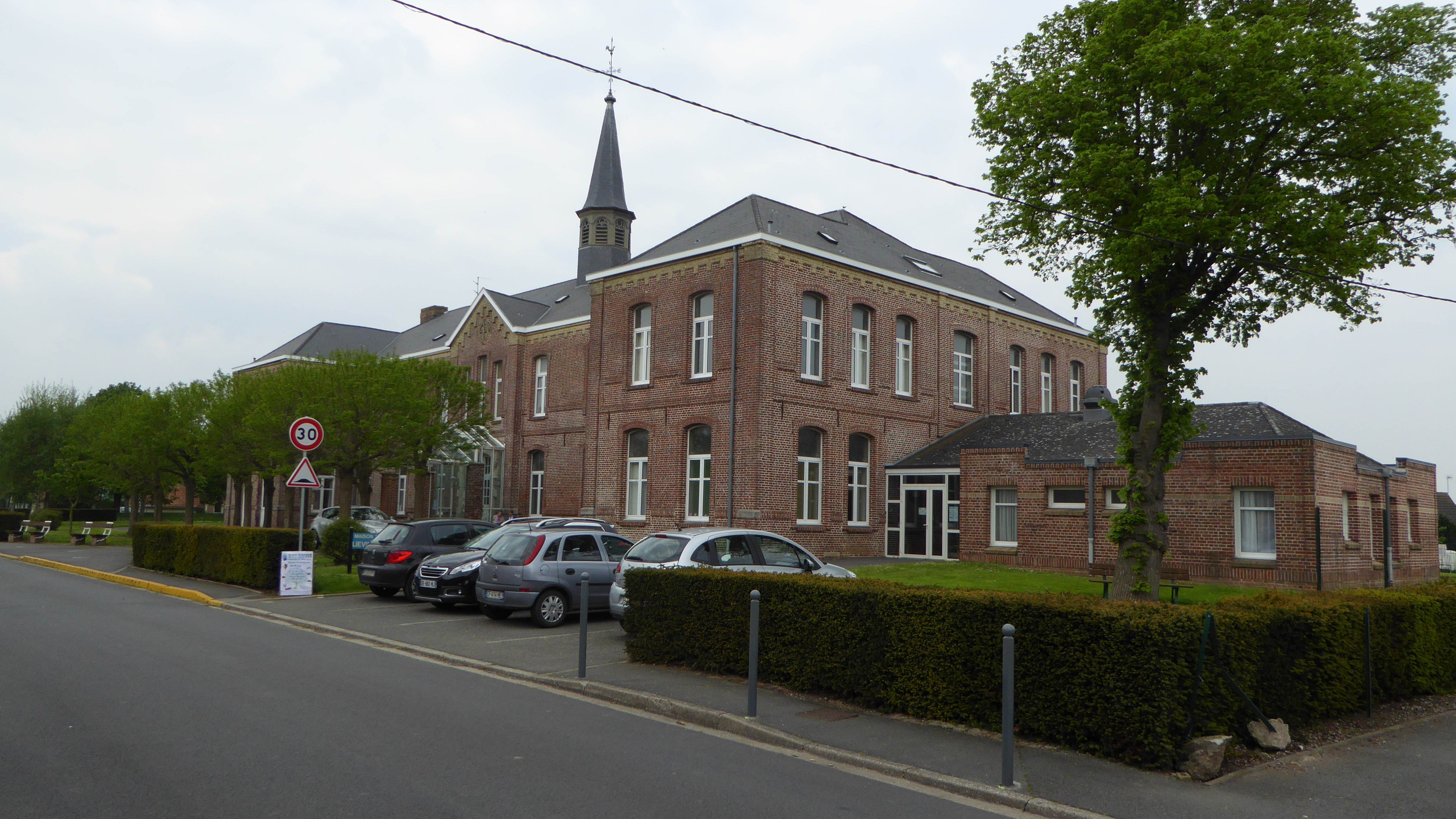
Un EHPAD dans le Nord de la France

En France, près d'un mort sur deux lié à l'épidémie de Covid-19 est une personne âgée résidant en Ehpad. Face à ce que la presse commence à évoquer comme un scandale de santé publique, Xavier Deleu et Julie Pichot journalistes du magazine d'investigation de France 2 « Pièces à conviction » ont mené une enquête sur ce drame national laissant indiquer que des personnes âgées auraient été sacrifiées en étant trop tardivement prises en charge par des services de secours débordés. Selon le Pr Philippe Juvin, chef du service des urgences de l’hôpital Pompidou (APHP) : 
« on aurait dû très rapidement tester tout le monde dans les Ehpad. Plus de 3 700 résidents sont morts la première semaine d'avril. Après, lorsque les masques et les tests sont arrivés, les décès ont baissé. »

Selon la directrice d'un EHPAD situé dans l'Indre qui a perdu une vingtaine de ses résidents en six semaines : 
« Quand une personne âgée n'est pas hospitalisée [par manque de lits] et qu'ensuite, ce qu'on lui propose, c'est une sédation dès l'instant qu'elle va présenter une détresse respiratoire… ma première réaction, se rappelle-t-elle, ça a été : on nous demande de faire une euthanasie passive auprès de nos résidents. »
Outre un scandale sanitaire, de nombreuses familles dénoncent également une omerta à propos de la gestion de la Covid par certains EHPAD privés.

## Polémique liée à la reconnaissance en maladie professionnelle
En mars 2020, le ministre de la santé Olivier Véran promettait une « reconnaissance automatique et systématique » de la Covid-19 en tant que maladie professionnelle pour les personnels hospitaliers. Selon une enquête menée par le magazine Marianne, un décret paru le 14 septembre 2020  semble cependant remettre en cause ce principe. Les associations professionnelles de soignants et syndicats dénoncent un texte qu'ils considèrent comme « incomplet, injuste et méprisant». Quelques heures après la parution de ce décret, l'association Coronavictimes ainsi que le Comité anti-amiante Jussieu ont déposé un recours en annulation devant le Conseil d'État.

## Polémique liée à l'organisation des tests de dépistages
Dès le mois de juillet 2020, le Dr Bertrand Legrand, médecin généraliste à Tourcoing (Nord), auteur du « Journal d’un médecin au temps du Coronavirus » (Éditions L’Archipel), dénonce dans une interview publiée par le Quotidien du Médecin l'organisation du dépistage par le gouvernement français. Selon ce médecin les autorités ont fait le choix de tester les patients symptomatiques en ignorant volontairement les nombreux cas qui ont propagé le coronavirus. Il précise en outre qu'il aurait fallu tester massivement dès le début de l'épidémie en donnant aux médecins libéraux « les moyens de le faire dans leur cabinet ».

## Polémique liée au report des interventions chirurgicales
Lors de la mise en place du second confinement, La Ligue contre le cancer demande aux pouvoirs publics d’agir afin de ne pas sacrifier les personnes malades atteintes de cancer durant cette « seconde vague » et dénonce le risque éventuel de connaître de milliers de morts supplémentaires par cancer dans les cinq années qui viennent.

Selon le Pr Axel Kahn, président de la Ligue contre le cancer:
« il n’est pas possible d’attendre la fin de la seconde vague ou un vaccin pour agir ; les dépistages ne doivent pas être arrêtés malgré le confinement et tous les examens indispensables doivent être accessibles.Il est sûr que des dizaines de milliers de cancers ne seront pas détectés d’ici la fin de l’année. À terme, cela représente des milliers de morts qui auraient pu être évités par une prise en charge précoce [...] »
Une étude produite en avril 2020 par l’Institut de recherche sur le cancer anglais, sous la direction du Pr Clare Turnbull modélise les pertes de chance de survie dues aux annulations de chirurgie. Selon cette étude, six mois de retard font diminuer jusqu'à 30% les chances de survie à long terme pour certains malades. Ces chiffres sont applicables à tous les pays développés, y compris la France.

## Polémique liée à l'emploi duRemdesivir

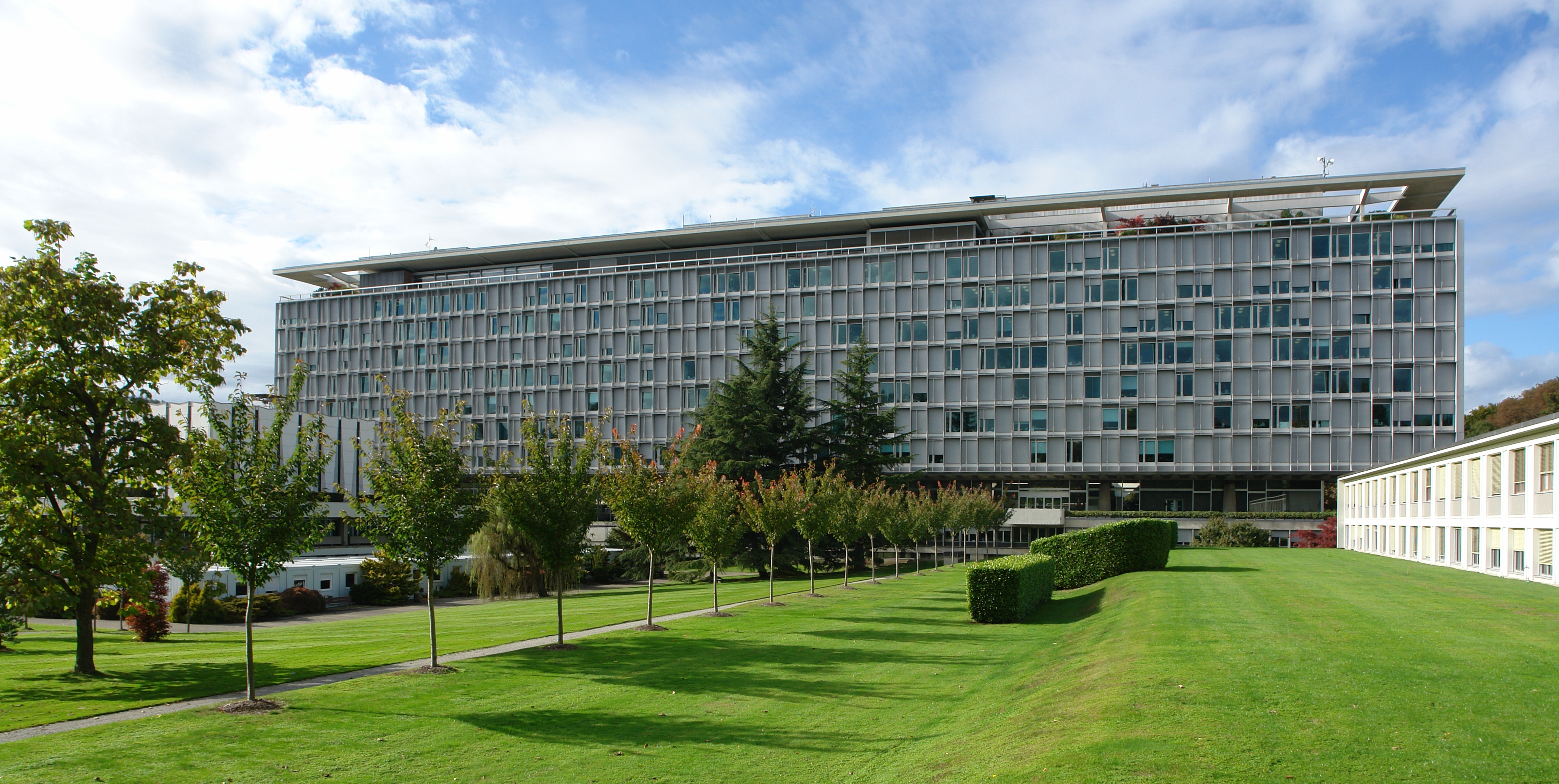
Siège de l'Organisation mondiale de la santé à Genève.

En novembre, à la suite de la publication des résultats de l'essai Solidarity, la société européenne de soins intensifs puis l'OMS déclarent que le Remdesivir ne doit pas être utilisé en routine chez les patients COVID-19 car rien ne prouve qu'il améliore la survie ou réduit le besoin de ventilation.
Le 20 novembre 2020, l'OMS (par communiqué) écrit que « le médicament antiviral remdesivir n'est pas conseillé pour les patients hospitalisés pour la Covid-19, quel que soit le degré de gravité de leur maladie, car il n'y a actuellement pas de preuve qu'il améliore la survie ni qu'il permette d'éviter d'être placé sous ventilation artificielle »,. Par la suite, plusieurs articles de presse s'interrogent sur les conditions dans lesquelles l’Union européenne a pu passer ce contrat-cadre avec la société pharmaceutique américaine.

## Polémique liée à l'emploi de l'hydroxychloroquine
Certaines affaires telles que l'affaire sur l'hydroxychloroquine dans la lutte contre la Covid-19, autour de la personnalité controversée du Pr Didier Raoult sont devenues dès la fin du premier semestre 2020, un véritable débat d'opinion, les uns (contradicteurs) s'appuyant sur le fait qu'aucune étude ne prouve le bien fondé de l'usage de ce médicament dans la lutte contre la Covid-19 face aux autres (défenseurs) indiquant que certaines études sont biaisées et donc partiales.
Quoi qu'il en soit, ce traitement a entraîné une polémique souvent reprise par les défenseurs de la thèse complotiste dont le film Hold-up, très orienté dans son argumentation, reste un des éléments les plus emblématiques.

## Polémiques autour de la vaccination

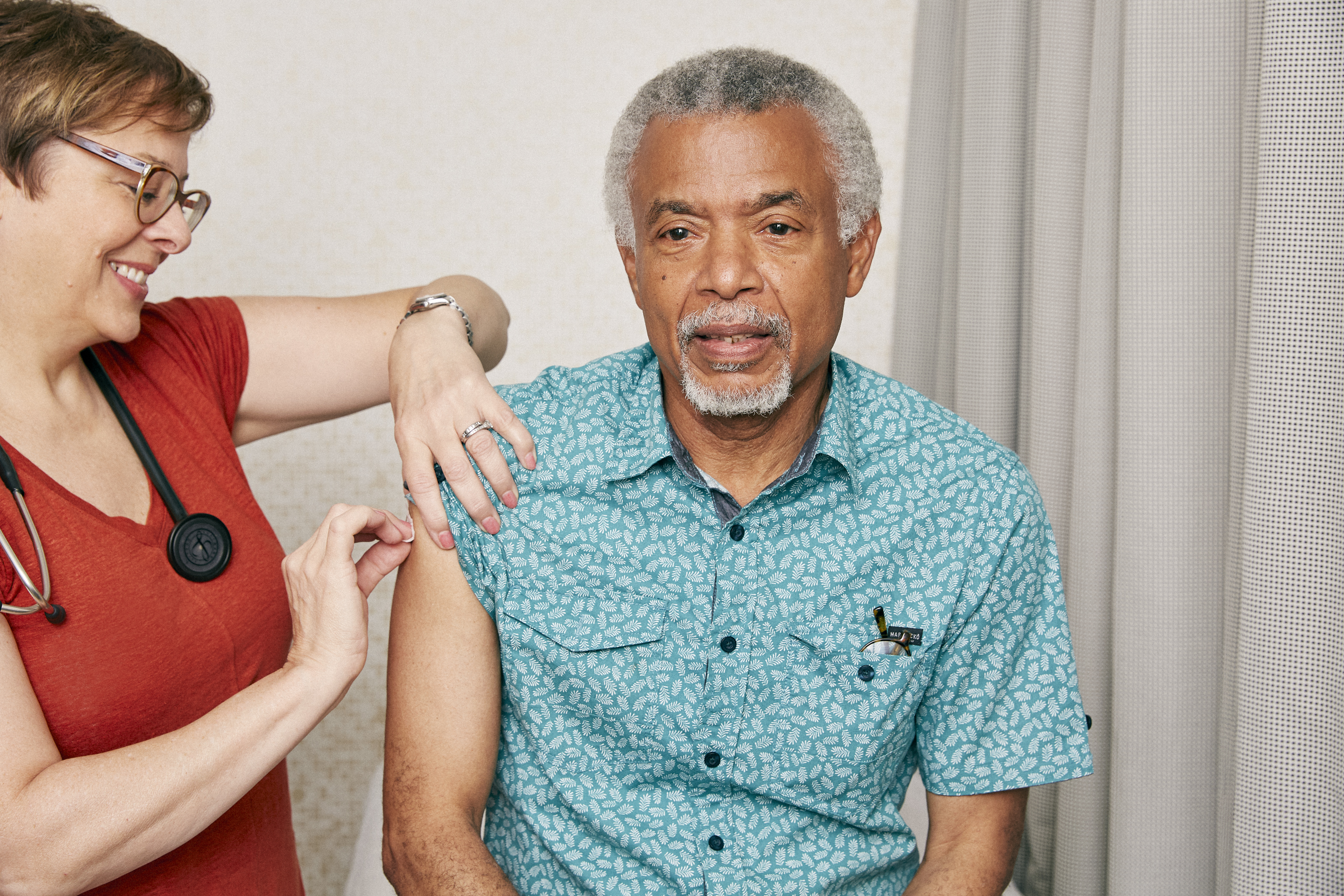
Vaccination d'une personne âgée

La campagne de vaccination en France contre la Covid-19 qui débute à la fin du mois de décembre 2020, continue de susciter une vive polémique pour sa lenteur, dès la première semaine de janvier.
Au 4 janvier 2021, moins de 1 000 personnes vaccinées sur le territoire français contre plus de 200 000 en Allemagne et 85 000 en Italie. Jean Rottner, le président de la région Grand Est, dénonce un « scandale d'État », et dénonce l'« irresponsabilité des autorités [françaises] ».
Dès le 5 janvier, afin de faire taire les critiques concernant le retard des vaccinations, le ministre de la santé Olivier Véran annonce lors d'une interview sur une chaine de radio l'ouverture de 600 centres de vaccination dans le courant du mois de janvier.
En 2021, l'injection d'une troisième dose soulève des questions éthiques car de fortes inégalités d'accès au vaccin existent à travers le monde, dont l'Afrique où très peu de personnes sont vaccinées.
Certains élus et notables sont accusés de bénéficier de « coupe-file » pour être vaccinés.
Au sujet de la vaccination de la population guyanaise préconisé par le gouvernement français durant l'été 2021, l'ancienne ministre Christiane Taubira dénonce une polémique « obscène » sur son choix de ne pas inciter les Guyanais en précisant lors d'une interview qu'elle ne veut pas prendre parti dans ce qu'elle dénomme une « guerre de tranchée ».

## Polémiques liées au Passe sanitaire

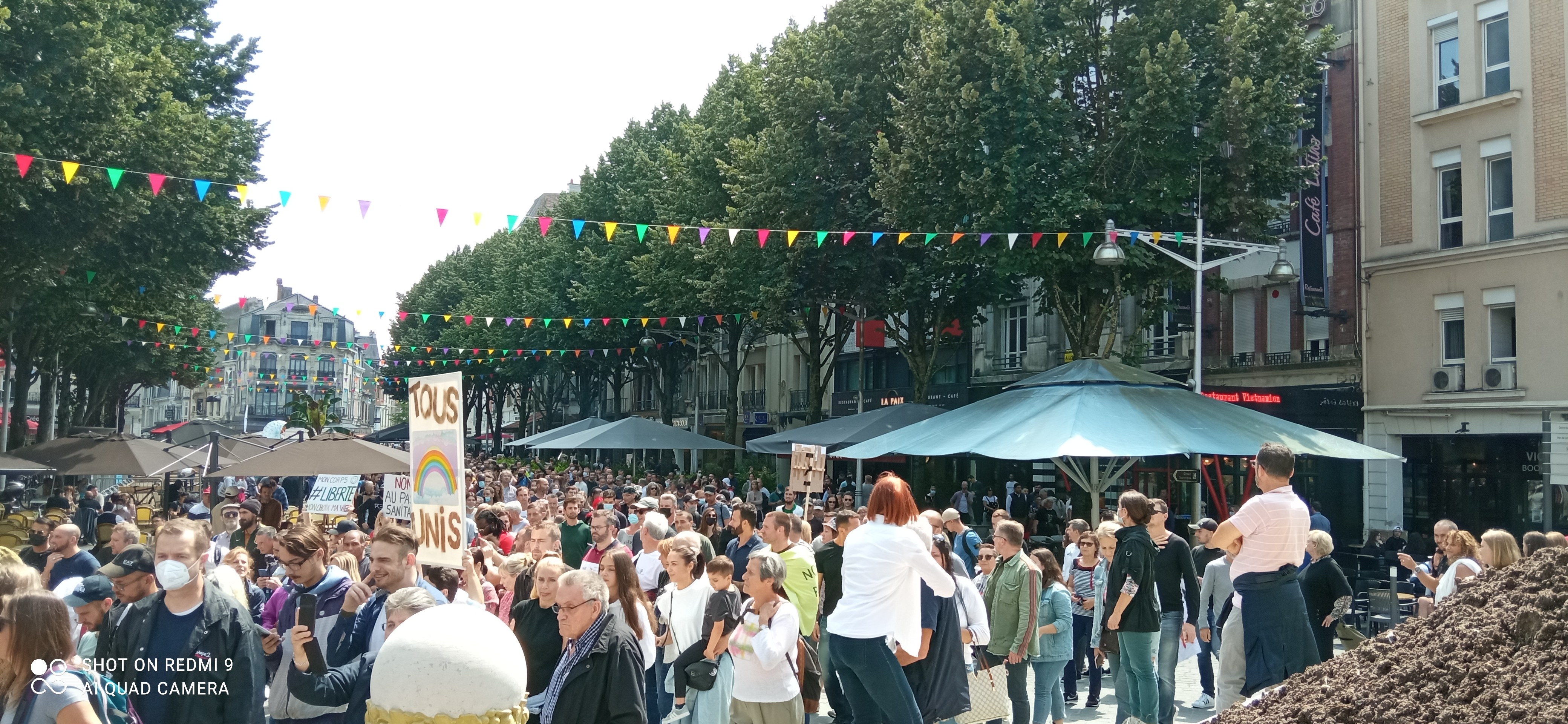
Manifestation anti passe sanitaire de Reims le 18 juillet 2021

Dès sa mise en place à l'été 2021, l'instauration en France de ce passe sanitaire européen a entrainé une mobilisation sous diverses influences mais sans organisation structurée, à l'image de la structuration du mouvement des français des « gilets jaunes » en 2018 et 2019. Les manifestations contre le passe sanitaire ont rassemblé entre 170 000 et 220 000 personnes chaque samedi depuis la mi-juillet 2021 jusqu'à la rentrée de septembre.
De même, fin 2021, à côté des 137 millions de vrais passes sanitaires gratuits émis en France, 110 000 faux passes sanitaires payants circulent frauduleusement.

## Procédures judiciaires

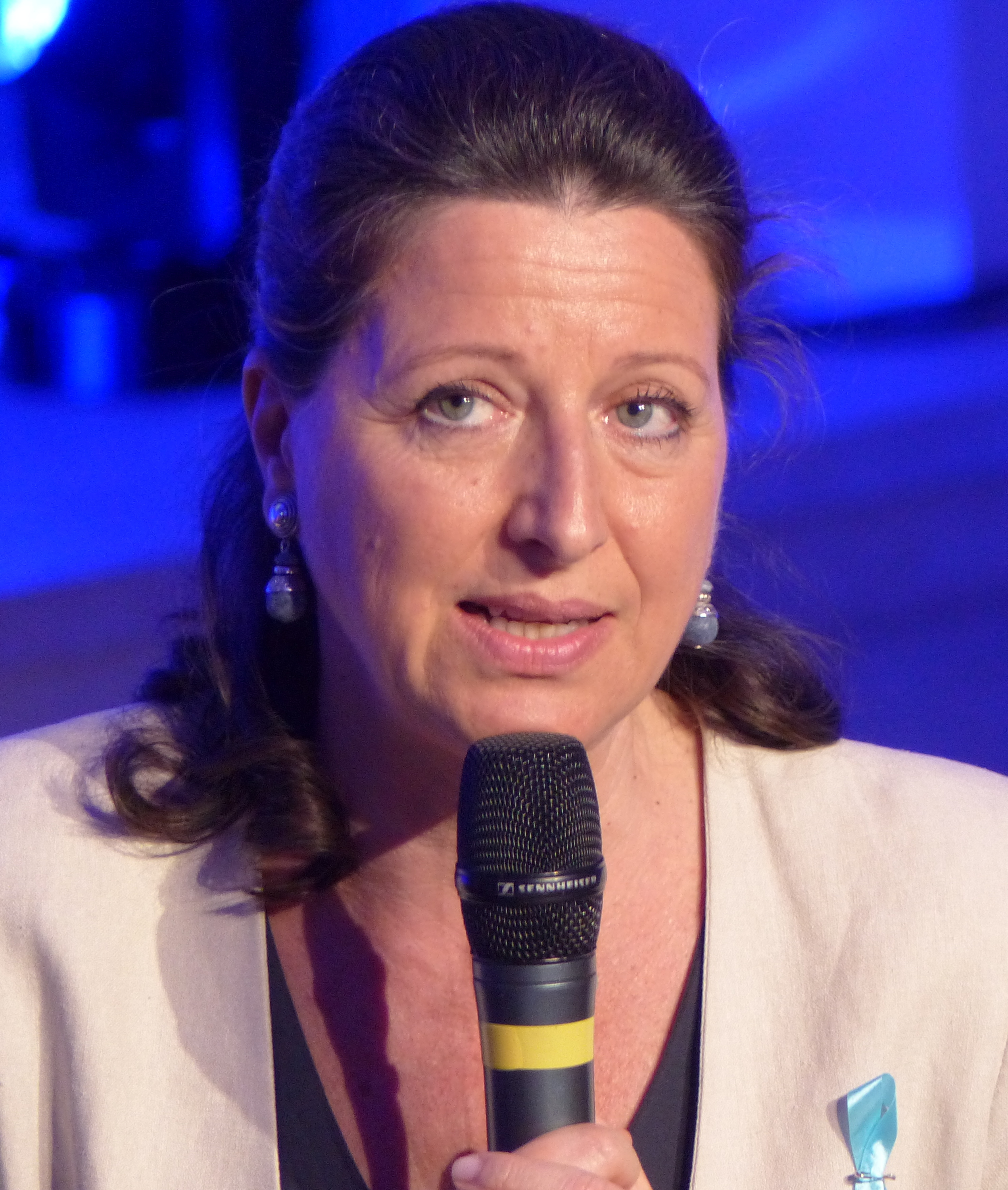
Agnès Buzyn, ministre de la santé au début de la crise sanitaire en France

En France, dès le mois de juin 2020, des centaines de plaintes pénales ont été déposées par familles de proches décédés, de maires, de syndicats ou d'associations et portant sur différents chefs d'accusation tels que « homicides ou blessures involontaires », « mise en danger de la vie d'autrui » et « abstention volontaire de combattre un sinistre ». En conséquence, le procureur de Paris, Rémy Heitz, a annoncé le 8 juin l'ouverture d'une enquête préliminaire sur la gestion critiquée de la crise du Covid-19 en France. À ce début d'investigation judiciaire, s'ajoute le travail d'auditions mené par les parlementaires dans le cadre de la commission d'enquête sur la gestion de la crise sanitaire.
Dans un communiqué de presse publié le 10 novembre 2020, Le procureur de la République de Paris précise que des juges d’instruction traiteront désormais 253 des 328 plaintes adressées au parquet de Paris depuis le 24 mars et qu'elles seront regroupées dans une série de quatre informations judiciaires distinctes contre X. Selon le communiqué les quatre informations judiciaires concernent 77% des « plaintes mettant en cause des décideurs et structures publics nationaux. La première centralise la quasi-totalité des plaintes examinées, soit 240, pour «des faits qui auraient été commis au préjudice de la population en général. » Les trois autres informations regroupent un nombre plus restreint de plaintes. Cinq plaintes concernent des faits commis au « préjudice des personnels de santé », quatre plaintes sont relatives au « préjudice des agents de la fonction publique d’Etat » et enfin les quatre dernières concernent le « préjudice porté aux personnes malades ou décédées ».
Le 10 septembre 2021, l'ancienne ministre de la santé Agnès Buzyn est placée par la Cour de justice de la République sous le statut de témoin assisté pour abstention volontaire de combattre un sinistre, dans le cadre de l'enquête sur sa gestion de la pandémie de Covid-19 en France,.